# Utricularia costata
Utricularia costata — вид рослин із родини пухирникових (Lentibulariaceae).

## Біоморфологічна характеристика
Віночок глибокий лавандовий; шпора виступає вперед, пряма.

## Середовище проживання
Цей вид має великий ареал у Бразилії та південній Венесуелі.
Зафіксовано, що цей вид росте у вологому піщаному ґрунті в саванах і на вологих скелях у високих горах; на висотах від 500 до 2100 метрів.